# Farnuques de Lícia
Farnuques (en llatí Pharnuchus, en grec antic Φαρνοὺχης o Φαρνοὺχος) va ser un militar lici del segle iv aC.
Degut al seu coneixement de la llengua parlada a Sogdiana, Alexandre el Gran el va nomenar comandant d'una força enviada a aquell país contra Espitàmenes l'any 329 aC, però el resultat de l'expedició va resultar desastrós. Farnuques reconeixia la seva insuficiència en les tàctiques militars i volia cedir el comandament a tres militars macedonis subordinats, però aquestos van refusar-ho, segons diuen Flavi Arrià i Quint Curci Ruf.
Les forces macedòniques van sofrir un autèntic desgast davant de la cavalleria escita, que atacaven amb fletxes. Farnuques va optar per buscar una posició defensiva, a la riba del riu Politimet, en un altiplà on es podien defensar bé. La batalla es va conèixer amb el nom de Batalla del riu Politimet. Flavi Arrià diu que un dels comandants de la cavalleria macedònica amb un grup de cavallers i arrossegant una part important de les tropes, va travessar el riu i es va enfrontar als escites, cosa que va portar a la seva quasi total destrucció. Flavi Arrià diu que es van salvar alguns genets i uns 300 soldats d'infanteria.